# Dirty Little Secret
Dirty Little Secret è il primo singolo tratto dal secondo album in studio dei The All-American Rejects, Move Along, nel 2006.

## Testo
La canzone parla di segreti irrivelabili, in particolare di uno solo, disgustoso, inconfessabile e il videoclip relativo è proprio collegato a questo tema. Il videoclip è stato diretto da Marcos Siega nel Maggio 2005 e mostra il gruppo eseguire il brano mentre persone anonime svelano i loro segreti su dei biglietti.